# Змія будинкова коричнева
Змія будинкова коричнева (Boaedon fuliginosus) — неотруйна змія з роду змія будинкова родини Lamprophiidae. Має 2 підвиди.

## Опис
Загальна довжина сягає 90—120 см. Голова вузька з великими очима. Тулуб середньої товщини з гладкою лускою. Забарвлення одноколірне: коричневе, червоно-коричневе, помаранчеве або майже чорне, за винятком кремовою лінії, яка проходить від кінця морди, через око та на шию. Черево сторона рожево-біле, глянцеве.

## Спосіб життя
Полюбляє луки, чагарники, сільськогосподарські угіддя, часто трапляється навколо сіл, ферм та навіть у містах. Активна вночі. Харчується гризунами, а також дрібними ссавцями і ящірками.
Це яйцекладна змія. Самиця відкладає 8—15 яєць.

## Розповсюдження
Країни поширення: Марокко, Західна Сахара, Мавританія, Сенегал, Гамбія, Гвінея-Бісау, Того, Малі, Буркіна-Фасо, Бенін, Нігер, Нігерія, Камерун, Чад, Центрально-Африканська Республіка, Габон, Республіка Конго, Ефіопія, Ємен, Ангола, Замбія, Зімбабве, Намібія, Ботсвана, Південно-Африканська Республіка, Свазиленд, Мозамбік.

## Підвиди
- Boaedon fuliginosus fuliginosus
- Boaedon fuliginosus mentalis